# Lembach (Fischach)
Der Lembach ist ein 2,6 km langer Bach im nordöstlichen Baden-Württemberg, der bei Obersontheim-Herlebach im Landkreis Schwäbisch Hall von rechts und Westen in die obere Fischach mündet.

## Geographie

### Verlauf
Der Lembach entsteht in den nördlichen Limpurger Bergen im Einkornwald etwa 200 Meter rechts des Talsteigenabfalls der von Schwäbisch Hall-Hessental nach Obersontheim-Herlebach laufenden K 2599 aus dem Zusammenfluss zweier Quelläste. Der rechte ist beständiger, er entspringt auf etwa 455 m ü. NHN neben einem befestigten Waldweg von der Kohlenstraße im Westen zur genannten Kreisstraße im Osten, folgt diesem dann und nimmt den nordwestlichen Zweig auf etwa 445 m ü. NHN auf. Wenige hundert Meter talabwärts unterquert er die Kreisstraße und läuft dann weiterhin im Wald nach Osten auf das Gewann Alte Fischach zu. Dort durchfließt er einen etwas über einen Viertelhektar großen Stauweiher, der von links und Nordwesten noch einen unbeständigen Zufluss aus der Mitte des Gewanns aufnimmt. Nach dem Weiher quert er einen gut ausgebauten Waldweg, wechselt aus der Haller auf die Gemarkung des Obersontheimer Teilorts Oberfischach und tritt aus dem Wald heraus in eine etwa 200 Meter breite Wiesenmulde. Sein Lauf wird in der Flur anfangs von etwas Strauchwerk begleitet, das sich dann ausdünnt. Er unterquert einen Feldweg von Herlebach im Süden her, der Rand einer Neubausiedlung des Weilers liegt nur etwas über 100 Meter entfernt auf der rechten Hangschulter. Dann mündet der Lembach bald auf etwa 411,5 m ü. NHN von rechts und Westen gegenüber einer krautigen Fläche an deren linkem Ufer in die obere Fischach, die hier südlich fließt und nach diesem Zufluss in begradigtem Graben läuft.

### Einzugsgebiet
Der Lembach hat ein Einzugsgebiet von etwa 1,9 km² Größe, in dem der Lembach vor allem an Mittel- und Unterlauf dicht an der südlichen Wasserscheide zum nächsten Fischach-Zufluss Brühlbach sehr beständig ostwärts zieht. Seine Westgrenze verläuft gegen den Remsbach, der vor der steilen Keuperstufe am Westrand der Limpurger Berge in merklich tieferer Lage zum Kocher hin entwässert; auf dieser Wasserscheide liegt auch in der westlichen Sahrlachen auf flacher Hochebene der mit etwa 495 m ü. NHN höchste Punkt im Einzugsgebiet. Jenseits von Sahrlachen konkurrieren im Nordwesten der vorherige Fischach-Zufluss Sauklingenbach wie auch dessen Zulauf Tannenbach. Im übrigen Norden und Nordosten ist die Fischach selbst das nächste beständige Gewässer.
Etwa 0,2 km² nahe der Mündung bei Herlebach im Osten liegen in offener Flur, es sind meist Wiesen; die übrige Fläche ist bewaldet, zumeist von Nadelgehölz. Besiedlung am Bach selbst gibt es keine, ein bis zwei Dutzend Wohnhäuser im Herlebacher Neubaugebiet um die Straße Höhäcker liegen jedoch mündungsnah auf dem rechten Taltrauf noch im Einzugsgebiet. Dessen Fluranteil rechnet zur Oberfischacher Teilgemarkung von Obersontheim, der Waldanteil zum Stadtgebiet von Schwäbisch Hall.
Naturräumlich gehört das Einzugsgebiet zu den Schwäbisch-Fränkischen Waldberge, der Waldeinteil zu deren Unterraum Limpurger Berge, der kleinere Fluranteil zum Unterraum Fischachbucht und Randhöhen.

### Zuflüsse und Seen
Liste der Zuflüsse und  Seen von der Quelle zur Mündung. Gewässerlänge, Seefläche, Einzugsgebiet und Höhe nach den entsprechenden Layern auf der Onlinekarte der LUBW. Andere Quellen für die Angaben sind vermerkt.
Ursprung des Lembachs auf etwa 445 m ü. NHN in der sich östlich öffnenden Talmulde des Bachs im Schwäbisch Haller Einkornwald zwischen den Gewannen Sahrlachen im Norden und Hörle im Norden. Die Quelle liegt etwa 2,4 km nordwestlich der Ortsmitte von Obersontheim-Herlebach, etwa 0,4 km südwestlich des Steigenabschnitts der K 2599 von Herlebach nach Schwäbisch Hall–Hessental etwas nach ihrem Waldeintritt von Herlebach her und etwa 0,5 km östlich der Kohlenstraße neben einem befestigten Waldweg von dieser zur Kreisstraße. Der Bach fließt durchweg östlich bis südsüdöstlich.
- Unbeständiger Quellast, von links und Nordwesten auf etwa 445 m ü. NHN noch westlich der Kreisstraße am genannten Waldweg, ca. 0,4 km und ca. 0,4 km². Entsteht auf bis zu etwa 465 m ü. NHN.
- Durchfließt einen Stauweiher auf etwa 425 m ü. NHN östlich der Kreisstraße im Waldgewann Alte Fischach kurz vor dem Waldaustritt und dem Übertritt auf die Obersontheim-Oberfischacher Gemarkung neben einem befestigten Waldweg, etwa 0,3 ha.[LUBW 6]
- Unbeständiger Zufluss, von links und Nordwesten im Stauweiher, ca. 0,6 km und ca. 0,3 km². Entsteht östlich des Waldweges Roßnagelstraße, die von der Kreisstraße zum Bombensee führt, auf bis zu 440 m ü. NHN.

Mündung des Lembachs auf 411,5 m ü. NN von links und Westen in die Fischach etwa 250 Meter nordöstlich des Ortsrandes von Herlebach gegenüber einem Sumpfseggenried. Der Bach ist hier 2,6 km lang und hat ein Einzugsgebiet von ca. 1,9 km².

## Geologie
Der Bach und sein Einzugsgebiet liegen vollständig im Mittelkeuper. Seine Quellen entspringen in den Unteren Bunten Mergeln (Steigerwald-Formation), aus denen er bald in den Gipskeuper (Grabfeld-Formation) übertritt, in dem er auch in die Fischach mündet. Das auffällige schmale Plateau rechts über dem Unterlauf ist durch eine dolomitisierte und erosionsresistente Kalksteinlage im Gipskeuper verursacht; weiter abwärts im Fischachtal treten solche Verebnungen über der Corbula-Bank des Gipskeupers großflächig auf.

## Natur
Lembachlauf und -einzugsgebiet liegen nahe an dessen Nordrand im Naturraum Schwäbisch-Fränkischer Wald und darin überwiegend im Teilnaturraum Limpurger Berge (Naturraum-Nr. 108.60), die Flur am Unterlauf gehört dagegen deren Teilraum  Fischachbucht und Randhöhen (Naturraum-Nr. 108.61) an. Dieser Teil liegt, den Siedlungsbereich Herlebachs ausgenommen, auch ganz im Landschaftsschutzgebiet Fischachtal mit Nebentälern und angrenzenden Gebieten zwischen Herlebach und Kottspiel, während der Wald nordöstlich der Kreisstraße K 2599 im Schonwald Einkorn liegt.
Als Biotope geschützt sind drei Teilflächen aus Eichen-Hainbuchen-Wald und ein Eschenwald am Oberlauf, der Waldweiher im Mittellauf sowie ein kleiner Tümpel am flachen Hang in der Alten Fischach. In der offenen Flur kommen dazu eine Hecke links am Hang der Spornterrasse Baumgarten im aufwärtigen Mündungswinkel des Lembachs, ein zu dieser ansteigender Hohlweg, der gesamte naturnahe Wiesenlauf des Bachs und eine diesen an einem Abschnitt umgebende Nasswiese.
Im Gewann Baumgarten steht am erwähnten Hohlweg eine als Naturdenkmal geschützte Eiche.

### LUBW
Amtliche Online-Gewässerkarte mit passendem Ausschnitt und den hier benutzten Layern: Lauf und Einzugsgebiet des Lembachs

Allgemeiner Einstieg ohne Voreinstellungen und Layer: Daten- und Kartendienst der Landesanstalt für Umwelt Baden-Württemberg (LUBW) (Hinweise)
1. 1 2 3  Höhe nach dem Höhenlinienbild auf dem Hintergrundlayer Topographische Karte.
2. 1 2  Höhe nach schwarzer Beschriftung auf dem Hintergrundlayer Topographische Karte.
3. 1 2  Länge nach dem Layer Gewässernetz (AWGN).
4. 1 2  Einzugsgebiet abgemessen auf dem Hintergrundlayer Topographische Karte.
5. ↑  Länge abgemessen auf dem Hintergrundlayer Topographische Karte.
6. 1 2  Seefläche nach dem Layer Stehende Gewässer.
7. ↑  Schutzgebiete nach den entsprechenden Layern des Online-Kartenservers der LUBW.

### Andere Belege
1. ↑  Wolf-Dieter Sick: Geographische Landesaufnahme: Die naturräumlichen Einheiten auf Blatt 162 Rothenburg o. d. Tauber. Bundesanstalt für Landeskunde, Bad Godesberg 1962. → Online-Karte (PDF; 4,7 MB)
2. ↑  Geologie grob nach: Mapserver des Landesamtes für Geologie, Rohstoffe und Bergbau (LGRB) (Hinweise)